# Charencey (Orne)
Charencey – gmina we Francji, w regionie Normandia, w departamencie Orne. W 2013 roku liczba ludności wynosiła 883 mieszkańców. 
Gmina została utworzona 1 stycznia 2018 roku z połączenia trzech ówczesnych gmin: Normandel, Moussonvilliers oraz Saint-Maurice-lès-Charencey. Siedzibą gminy została miejscowość Saint-Maurice-lès-Charencey.